# 近江八幡市立総合医療センター

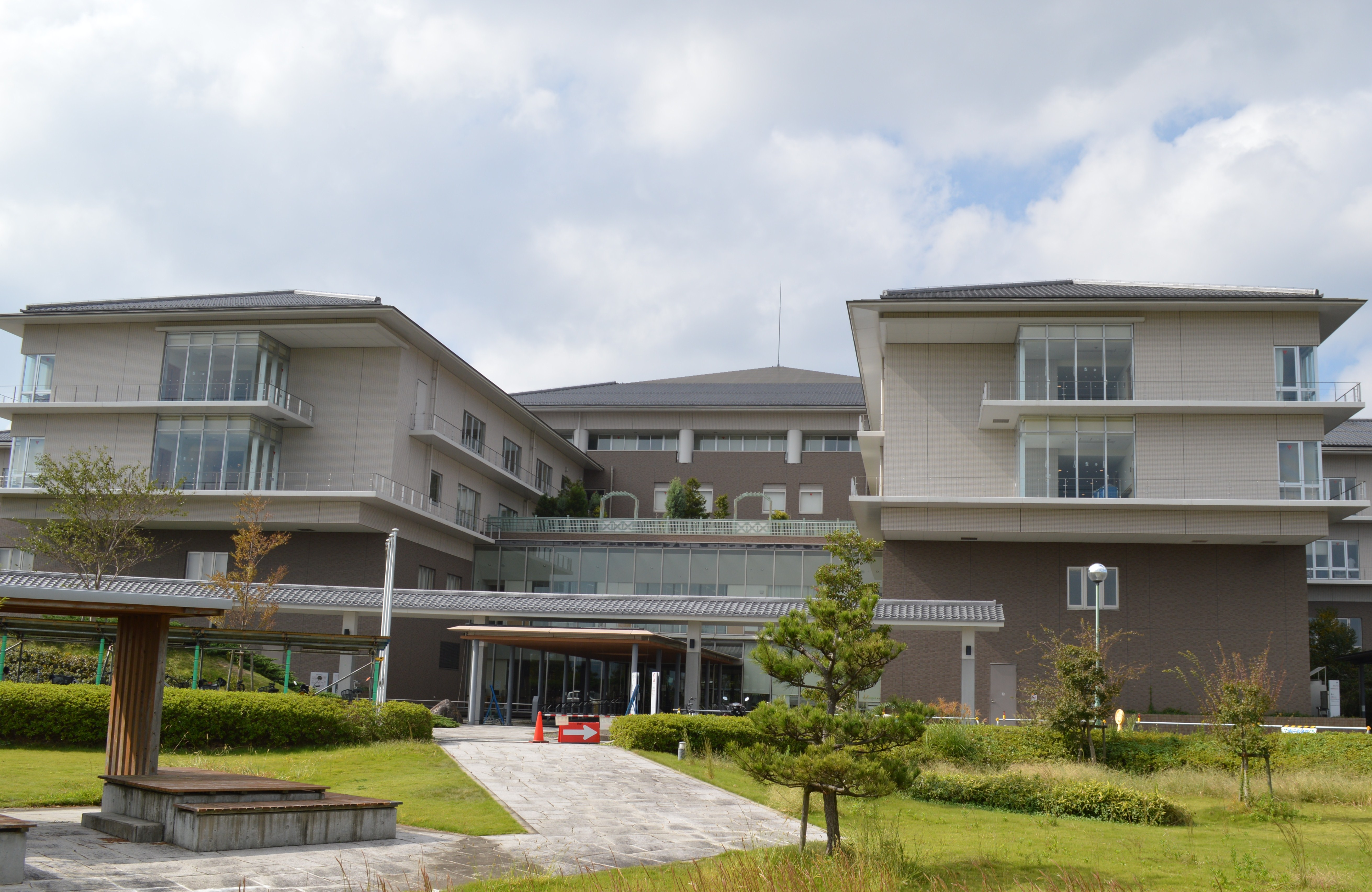
正面玄関

近江八幡市立総合医療センター（おうみはちまんしりつそうごういりょうセンター）は、滋賀県近江八幡市にある市立の病院である。臨床研修認定病院や災害拠点病院などに指定されている。

## 沿革
- 1941年（昭和16年）11月15日 - 保証責任者共生医療購買利用組合連合会八幡病院が開院。
- 1964年（昭和39年）6月15日 - 近江八幡市出町395番地に新築移転。
- 1966年（昭和41年）4月1日 - 近江八幡市に経営移管され、近江八幡市立八幡病院と改称。
- 1973年（昭和48年）4月1日 - 近江八幡市民病院と改称。
- 2001年（平成13年）3月 - PFI方式による新病院建設決定。
- 2006年（平成18年）10月1日 - 近江八幡市立総合医療センターと改称し、新病院が開院。
- 2009年（平成21年）3月31日 - PFI方式による経営終了。

## 診療科
- 内科
- 循環器内科
- 消化器内科
- 腎臓内科
- 代謝・内分泌内科
- 呼吸器内科
- 神経内科
- 外科
- 整形外科
- 心臓血管外科
- 眼科
- 小児科
- 小児外科
- 耳鼻咽喉科
- 産婦人科
- 皮膚科
- 泌尿器科
- 脳神経外科
- 麻酔科
- 救急診療科
- リハビリテーション科
- 放射線科

## 交通アクセス
- JR東海道本線（琵琶湖線）および近江鉄道八日市線（万葉あかね線）近江八幡駅からあかこんバスで総合医療センター停留所下車。

## 参考資料
- 近江八幡市立総合医療センターホームページ

## 近隣の医療機関
- 彦根市立病院（彦根市）
- 国立病院機構東近江総合医療センター(東近江市)
- 公立甲賀病院（甲賀市）
- 滋賀県立総合病院（守山市）
- 済生会滋賀県病院（栗東市）